# Существенный супремум
Существенный супремум — это аналог супремума, более подходящий для нужд функционального анализа. В этой науке обычно не интересуются тем, что происходит на множестве меры нуль, что учитывается в определении.

## Определение
Существенный супремум {\displaystyle \mathrm {ess} \sup } или {\displaystyle \mathrm {vrai} \sup } функции {\displaystyle f:X\to \mathbb {R} } — это нижняя грань множества таких чисел {\displaystyle a}, что
{\displaystyle f(x)\leq a,~~x\in X}
почти всюду. Другими словами,
{\displaystyle \mathrm {ess} \sup f=\inf\{a\in \mathbb {R} :\mu (\{x:f(x)>a\})=0\}\,,}
где {\displaystyle \mu } — мера на множестве {\displaystyle X}. Аналогичным образом определяется существенный инфимум:
{\displaystyle \mathrm {ess} \inf f=\sup\{b\in \mathbb {R} :\mu (\{x:f(x)<b\})=0\}}

## Примеры
Пусть на прямой задана мера Лебега и соответствующая σ-алгебра Σ. Определим функцию {\displaystyle f} следующим образом
{\displaystyle f(x)={\begin{cases}5,&x=1\\-4,&x=-1\\2,&x\in \mathbb {R} \backslash \{-1,1\}\\\end{cases}}}

Супремум данной функции есть число 5, а инфимум есть −4. Однако функция {\displaystyle f} принимает эти значения только на множествах нулевой меры {\displaystyle \{1\}} и {\displaystyle \{-1\}} соответственно. Таким образом, почти всюду (по мере Лебега) данная функция равна 2, откуда вытекает, что существенный супремум и существенный инфимум {\displaystyle f} совпадают и равны 2. 
В качестве другого примера возьмём функцию
{\displaystyle f(x)={\begin{cases}x^{3},&x\in \mathbb {Q} \\\arctan {x},&x\in \mathbb {R} \backslash \mathbb {Q} \\\end{cases}}}
где {\displaystyle \mathbb {Q} } обозначает множество рациональных чисел. Данная функция неограничена как сверху, так и снизу, поэтому её супремум и инфимум равны {\displaystyle \infty } и {\displaystyle -\infty } соответственно. Однако с точки зрения меры Лебега, множество рациональных чисел имеет меру нуль; для функционального анализа значение имеет то, что происходит на дополнении этого множества, где функция совпадает с {\displaystyle \arctan x}. Следовательно, существенный супремум в данном случае есть {\displaystyle \pi /2}, а существенный инфимум есть {\displaystyle -\pi /2}. 
Наконец, положим функцию {\displaystyle f(x)=x^{3}} определённой для всех вещественных {\displaystyle x}. Её существенный супремум есть {\displaystyle +\infty }, а существенный инфимум {\displaystyle -\infty }.

## Свойства
- {\displaystyle \inf f\leqslant \mathrm {ess} \inf f\leqslant \mathrm {ess} \sup f\leqslant \sup f}
- {\displaystyle \mathrm {ess} \sup(f\cdot g)\leqslant (\mathrm {ess} \sup f)\cdot (\mathrm {ess} \sup g)} когда оба сомножителя в правой части неотрицательны.

## Применение
Существенный супремум применяется для определения нормы на  пространстве измеримых ограниченных почти всюду (существенно ограниченных) функций (с отождествлением функций, различающихся на множестве меры нуль). На этом пространстве определяется норма {\displaystyle \|f\|=\mathrm {ess} \sup |f|} .Такое пространство с введённой нормой называют пространством L∞.